# Mamon
Glej tudi: Mamon (razločitev).
Koordinati:   44°48′44″N, 14°41′38″E
Mamon je majhen nenaseljen otoček v Kvarnerskem zalivu (Hrvaška).
Mamon, v nekaterih zemljevidih imenovan tudi Maman, leži pred vhodom v zaliv Supetarska draga, okoli 3 km severozahodno od naselja Supetarska Draga na otoku Rabu. Površina otočka meri 0,136 km². Dolžina obalnega pasu je 2,14 km. Najvišji vrh je visok 35 mnm.